# Matelea refracta
Matelea refracta är en oleanderväxtart som först beskrevs av Fourn., och fick sitt nu gällande namn av G. Morillo. Matelea refracta ingår i släktet Matelea och familjen oleanderväxter. Inga underarter finns listade i Catalogue of Life.